# Engaeus sternalis
Engaeus sternalis é uma espécie de crustáceo da família Parastacidae.
É endémica da Austrália.